# Vlaamse Rode Lijst (zoogdieren)
Dit is de Rode Lijst van zoogdieren in Vlaanderen. De derde kolom steunt op de Lijst uit 1994, de vierde op de Lijst van 2014, uitgegeven door de Vlaamse overheid (INBO).
De lijst van 2014 is opgesteld met de beschermingsstatus volgens de regionale criteria van het IUCN.
| Nederlandse naam                   | Wetenschappelijke naam    | Rode Lijst 1994            | Rode Lijst 2014               |
| ---------------------------------- | ------------------------- | -------------------------- | ----------------------------- |
| Aardmuis                           | Microtus agrestis         | Momenteel niet bedreigd    | Bijna in gevaar (NT)          |
| Baardvleermuis (winter)            | Myotis mystacinus         | Vermoedelijk bedreigd      | Momenteel niet in gevaar (LC) |
| Baardvleermuis (zomer)             | Myotis mystacinus         |                            | Onvoldoende data (DD)         |
| Bechsteins vleermuis               | Myotis bechsteinii        | Ernstig bedreigd           | Bedreigd (EN)                 |
| Boommarter                         | Martes martes             | Vermoedelijk bedreigd      | Ernstig bedreigd (CR)         |
| Bosmuis                            | Apodemus sylvaticus       | Momenteel niet bedreigd    | Momenteel niet in gevaar (LC) |
| Bosspitsmuis (gewone/tweekleurige) | Sorex araneus             | Momenteel niet bedreigd    | Momenteel niet in gevaar (LC) |
| Bosvleermuis                       | Nyctalus leisleri         | Ernstig bedreigd           | Bedreigd (EN)                 |
| Brandts vleermuis                  | Myotis brandtii           | Bedreigd                   | Onvoldoende data (DD)         |
| Bruine beer                        | Ursus arctos              | Uitgestorven in Vlaanderen |                               |
| Bruine rat                         | Rattus norvegicus         | Momenteel niet bedreigd    | Momenteel niet in gevaar (LC) |
| Bruinvis                           | Phocoena phocoena         | Ernstig bedreigd           | Kwetsbaar (VU)                |
| Bunzing                            | Mustela putorius          | Momenteel niet bedreigd    | Kwetsbaar (VU)                |
| Das                                | Meles meles               | Bedreigd                   | Kwetsbaar (VU)                |
| Dwergmuis                          | Micromys minutus          | Momenteel niet bedreigd    | Bijna in gevaar (NT)          |
| Dwergspitsmuis                     | Sorex minutus             | Momenteel niet bedreigd    | Kwetsbaar (VU)                |
| Dwergvleermuis (gewone)            | Pipistrellus pipistrellus | Momenteel niet bedreigd    | Momenteel niet in gevaar (LC) |
| Dwergvleermuis (kleine)            | Pipistrellus pygmaeus     |                            | Onvoldoende data (DD)         |
| Edelhert                           | Cervus elaphus            | Uitgestorven in Vlaanderen | Kwetsbaar (VU)                |
| Eikelmuis                          | Eliomys quercinus         | Momenteel niet bedreigd    | Bedreigd (EN)                 |
| Euraziatische lynx                 | Lynx lynx                 |                            | Onvoldoende data (DD)         |
| Eekhoorn                           | Sciurus vulgaris          | Momenteel niet bedreigd    | Momenteel niet in gevaar (LC) |
| Bever                              | Castor fiber              | Uitgestorven in Vlaanderen | Kwetsbaar (VU)                |
| Mol                                | Talpa europaea            | Momenteel niet bedreigd    | Momenteel niet in gevaar (LC) |
| Europese nerts                     | Mustela lutreola          | Uitgestorven in Vlaanderen |                               |
| Otter                              | Lutra lutra               | Uitgestorven in Vlaanderen | Ernstig bedreigd (CR)         |
| Franjestaart (winter)              | Myotis nattereri          | Vermoedelijk bedreigd      | Momenteel niet in gevaar (LC) |
| Franjestaart (zomer)               | Myotis nattereri          |                            | Onvoldoende data (DD)         |
| Gewone grootoorvleermuis           | Plecotus auritus          | Vermoedelijk bedreigd      | Bijna in gevaar (NT)          |
| Gewone zeehond                     | Phoca vitulina            | Ernstig bedreigd           | Bijna in gevaar (NT)          |
| Grijze grootoorvleermuis           | Plecotus austriacus       | Bedreigd                   | Bedreigd (EN)                 |
| Grijze zeehond                     | Halichoerus grypus        |                            | Kwetsbaar (VU)                |
| Grote bosmuis                      | Apodemus flavicollis      | Momenteel niet bedreigd    | Bijna in gevaar (NT)          |
| Grote hoefijzerneus                | Rhinolophus ferrumequinum | Verdwenen                  | Regionaal uitgestorven (RE)   |
| Haas                               | Lepus europaeus           | Momenteel niet bedreigd    | Bijna in gevaar (NT)          |
| Hamster                            | Cricetus cricetus         | Ernstig bedreigd           | Ernstig bedreigd (CR)         |
| Hazelmuis                          | Muscardinus avellanarius  | Bedreigd                   | Ernstig bedreigd (CR)         |
| Hermelijn                          | Mustela erminea           | Momenteel niet bedreigd    | Kwetsbaar (VU)                |
| Huismuis                           | Mus musculus              | Momenteel niet bedreigd    | Momenteel niet in gevaar (LC) |
| Huisspitsmuis                      | Crocidura russula         | Momenteel niet bedreigd    | Momenteel niet in gevaar (LC) |
| Ingekorven vleermuis (winter)      | Myotis emarginatus        | Ernstig bedreigd           | Kwetsbaar (VU)                |
| Ingekorven vleermuis (zomer)       | Myotis emarginatus        |                            | Bedreigd (EN)                 |
| Kleine hoefijzerneus               | Rhinolophus hipposideros  | Uitgestorven in Vlaanderen | Regionaal uitgestorven (RE)   |
| Konijn                             | Oryctolagus cuniculus     | Momenteel niet bedreigd    | Bijna in gevaar (NT)          |
| Laatvlieger                        | Eptesicus serotinus       | Momenteel niet bedreigd    | Kwetsbaar (VU)                |
| Meervleermuis                      | Myotis dasycneme          | Bedreigd                   | Bedreigd (EN)                 |
| Mopsvleermuis                      | Barbastella barbastellus  | Verdwenen                  | Regionaal uitgestorven (RE)   |
| Ondergrondse woelmuis              | Microtus subterraneus     | Momenteel niet bedreigd    | Bijna in gevaar (NT)          |
| Ree                                | Capreolus capreolus       | Momenteel niet bedreigd    | Momenteel niet in gevaar (LC) |
| Rosse vleermuis                    | Nyctalus noctula          | Momenteel niet bedreigd    | Kwetsbaar (VU)                |
| Rosse woelmuis                     | Myodes glareolus          | Momenteel niet bedreigd    | Momenteel niet in gevaar (LC) |
| Ruige dwergvleermuis               | Pipistrellus nathusii     | Vermoedelijk bedreigd      | Momenteel niet in gevaar (LC) |
| Steenmarter                        | Martes foina              | Momenteel niet bedreigd    | Momenteel niet in gevaar (LC) |
| Tuimelaar                          | Tursiops truncatus        | Verdwenen                  | Regionaal uitgestorven (RE)   |
| Tweekleurige bosspitsmuis          | Sorex coronatus           | Momenteel niet bedreigd    |                               |
| Vale vleermuis                     | Myotis myotis             | Ernstig bedreigd           | Ernstig bedreigd (CR)         |
| Veldmuis                           | Microtus arvalis          | Momenteel niet bedreigd    | Bijna in gevaar (NT)          |
| Veldspitsmuis                      | Crocidura leucodon        | Zeldzaam                   | Bedreigd (EN)                 |
| Vos                                | Vulpes vulpes             | Momenteel niet bedreigd    | Momenteel niet in gevaar (LC) |
| Waterspitsmuis                     | Neomys fodiens            | Bedreigd                   | Bedreigd (EN)                 |
| Watervleermuis (winter)            | Myotis daubentonii        | Momenteel niet bedreigd    | Momenteel niet in gevaar (LC) |
| Watervleermuis (zomer)             | Myotis daubentonii        |                            | Bijna in gevaar (NT)          |
| West-Europese egel                 | Erinaceus europaeus       | Momenteel niet bedreigd    | Momenteel niet in gevaar (LC) |
| Wezel                              | Mustela nivalis           | Momenteel niet bedreigd    | Bijna in gevaar (NT)          |
| Wild zwijn                         | Sus scrofa                | Momenteel niet bedreigd    | Momenteel niet in gevaar (LC) |
| Wilde kat                          | Felis silvestris          | Uitgestorven in Vlaanderen | Ernstig bedreigd (CR)         |
| Woelrat                            | Arvicola terrestris       | Momenteel niet bedreigd    | Bijna in gevaar (NT)          |
| Wolf                               | Canis lupus               | Uitgestorven in Vlaanderen | Regionaal uitgestorven (RE)   |
| Zwarte rat                         | Rattus rattus             | Momenteel niet bedreigd    | Momenteel niet in gevaar (LC) |